# 5576 Альбанесе
5576 Альбанесе (1986 UM1, 1954 UC2, 1970 EN, 1977 TM8, 1982 VT11, 1987 YT5, 5576 Albanese) — астероїд головного поясу, відкритий 26 жовтня 1986 року.
Тіссеранів параметр щодо Юпітера — 3,331.